# (9141) Kapur
(9141) Kapur (5174 T-3) – planetoida z pasa głównego asteroid okrążająca Słońce w ciągu 5,68 lat w średniej odległości 3,18 j.a. Odkryta 16 października 1977 roku.